# Christophe Lepoint
Christophe Lepoint (Ukkel, 24 oktober 1984) is een Belgisch voetbalcoach en voormalig voetballer die doorgaans als middenvelder speelde. Hij tekende in januari 2021 een contract voor een anderhalf seizoen bij Excel Moeskroen. Lepoint speelde in 2010 twee interlands in het Belgisch voetbalelftal.
Lepoint, aanvankelijk een spits, is een aanvallend ingestelde middenvelder die zowel centraal als op de rechterflank kan geposteerd worden. Hij staat bekend als een enfant terrible. Zo werd hij eens ontslagen om disciplinaire redenen en betrapt op doping. Later raakte hij na een nachtje stappen ook zwaar geblesseerd door een verkeersongeluk.

## Spelerscarrière

### Jeugd
Christophe Lepoint sloot zich op zesjarige leeftijd aan bij de jeugdopleiding van RSC Anderlecht. Zijn broer speelde er toen ook en zijn vader was afgevaardigde bij de jeugdploegen. Lepoint doorliep alle jeugdreeksen en schopte het tot de beloften, waar hij een ploegmaat was van onder meer Vincent Kompany, Anthony Vanden Borre en Maarten Martens. In die periode was hij ook Belgisch jeugdinternational.

### TSV 1860 München
Op 19-jarige leeftijd maakte de Brusselaar de overstap naar het buitenland. Zonder ooit voor het eerste elftal van Anderlecht te hebben gespeeld, tekende hij een contract bij het Duitse TSV 1860 München, dat voor zijn positie ook interesse toonde in de Spanjaard Luis García. Op 15 mei 2004 maakte hij tegen Hertha Berlijn zijn debuut in de Bundesliga. De club degradeerde nadien, waarna Lepoint meer speelkansen kreeg.
Maar Lepoint beschaamde het vertrouwen van De Leeuwen uit München. Hij kreeg tal van disciplinaire straffen en werd uiteindelijk aan de deur gezet nadat hij niet was komen opdagen voor een oefenstage.

### Willem II
Lepoint belandde vervolgens bij Willem II. De aanvaller werd op 2 maart 2005, na een bekerduel tegen FC Den Bosch waarin hij bankzitter was, door de KNVB betrapt op het overtreden van de dopingreglementen. Daarop legde de voetbalbond hem met ingang van 12 augustus 2005 een speelverbod van zes maanden op. Aanvankelijk vertelde de Belgische jeugdinternational dat hij in een auto had gezeten waarin anderen een joint hadden gerookt. Zijn zaakwaarnemer gaf later toe dat hij samen met enkele ploegmaats cannabis had gerookt in een coffeeshop. Willem II besloot het contract van Lepoint niet te verlengen.

### Gençlerbirliği
In zijn derde seizoen als profvoetballer was hij al toe aan zijn derde buitenlandse club. Ditmaal trok de aanvallend ingestelde speler naar het Turkse Gençlerbirliği. Hij werd er een ploegmaat van onder meer Tayfun Korkut, Isaac Promise en Uğur Boral. Veel speelkansen kreeg de Brusselaar niet in Turkije.

### AFC Tubize
In 2006 keerde Lepoint terug naar België. Hij sloot zich aan bij tweedeklasser AFC Tubize. Het was toenmalig coach Philippe Saint-Jean, die Lepoint nog kende van bij de nationale beloften, die hem aantrok. De aanvaller werd bij Tubeke overal ingeschakeld, zelfs centraal in de verdediging. Lepoint toonde zich een polyvalente speler bij Tubeke, dat het seizoen 2007/08 als vicekampioen afsloot. Vervolgens dwong de Waals-Brabantse club via de eindronde de promotie naar Eerste klasse af.

### Excelsior Moeskroen
Lepoints sterke prestaties bij Tubize leverden hem een transfer op naar het Excelsior Moeskroen van trainer Enzo Scifo. Ook bij de Henegouwers groeide Lepoint, inmiddels omgeschoold tot aanvallende middenvelder, uit tot een sterkhouder. De club eindigde in het seizoen 2008/09 in de middenmoot. Van de club mocht hij voor een mooie transfersom vertrekken. Zowel AA Gent als KSC Lokeren toonde interesse.

### AA Gent
Na slechts één seizoen ruilde Lepoint de Henegouwers in voor AA Gent. Lepoint vond er met assisent-trainer Manu Ferrera een oude bekende terug. Ferrara was destijds bij Anderlecht jeugdtrainer geweest van de middenvelder. Onder coach Michel Preud'homme werd de Brusselaar een titularis bij Gent. Reeds in zijn eerste seizoen veroverde hij met de Buffalo's de beker. In de finale tegen Cercle Brugge speelde hij de volledige wedstrijd.
In de zomer van 2010 liep hij in een interland tegen Finland een zware knieblessure op, waardoor hij de eerste maanden van het seizoen miste. Nadien speelde hij zich onder trainer Francky Dury terug in de ploeg. Op 31 januari 2011 liep het echter opnieuw mis. Hij raakte samen met ploegmaat Sébastien Bruzzese betrokken bij een verkeersongeval op de E40 ter hoogte van Wetteren. Na een nachtje stappen was Bruzzese in slaap gevallen achter het stuur, waardoor hij was ingereden op een vrachtwagen. Bruzzese kwam ongedeerd uit het ongeval, maar Lepoint hield er een scheenbeenbreuk aan over. Hij was voor zes maanden out en viel uit de gratie van het bestuur. Na zijn revalidatie leek hij zijn oude niveau niet meer te halen, waardoor de club hem besloot uit te lenen.
Na zijn terugkomst werd Lepoint weer een sterkhouder. Ondanks twee sterke jaren op het Gentse middenveld zag nieuwe coach Hein Vanhaezebrouck bij aanvang van het seizoen 2014/15 geen meerwaarde in Lepoint. Hij mocht dan ook vertrekken, zeker na de komst van Sven Kums. Lepoint knokte zich echter terug in de basis door onder meer 4 keer te scoren in 2 bekerwedstrijden, zodat Gent de kwartfinales haalde. Toen echter de winterstop aanbrak legde Gent Marko Poletanović vast, waardoor Lepoint nu echt als overbodig werd beschouwd. Lepoint zou dicht staan bij een transfer naar Charlton Athletic FC.

### Waasland-Beveren
In de zomer van 2012 verhuurde Gent hem voor een jaar aan promovendus Waasland-Beveren. Onder zowel coach Dirk Geeraerd als diens opvolger Glen De Boeck toonde Lepoint nog altijd over voldoende kwaliteiten te beschikken. Zijn uitstekende prestaties bij de Waaslanders stonden bovendien in contrast met die van zijn werkgever Gent. De Buffalo's verkeerden in sportieve moeilijkheden, waardoor het bestuur openlijk sprak over een vervroegde terugkeer van Lepoint.
Tijdens de winterstop van het seizoen 2012/13 haalde Gent hem terug bij de A-kern. In ruil mocht Waasland-Beveren de middenvelders Stijn De Smet en Jordan Remacle overnemen van Gent.

### Charlton
Lepoint maakte op 29 januari 2015 de overstap naar Engeland. Hij tekende een contract tot 2017. Hij zal in Engeland met het rugnummer 40 spelen.
Lepoint maakte zijn debuut voor de Engelsen door in te vallen tegen Rotherham United FC in de 80ste minuut bij een 0-0 stand. De wedstrijd eindigde uiteindelijk in een 1-1 gelijkspel.

### SV Zulte Waregem
Lepoint tekende op 17 juni 2015 een contract tot medio 2017 bij SV Zulte Waregem.

### KV Kortrijk
Op 9 juni 2017 tekende Lepoint een contract bij KV Kortrijk. In zijn eerste thuiswedstrijd scoorde Lepoint meteen de winning goal maakte tegen KSC Lokeren.
Uiteindelijk speelde Christophe 89 officiële wedstrijden voor de club waarin hij 5 keer tot scoren kwam en 6 keer liet scoren.

### Royal Excel Moeskroen
Op 17 januari 2021 werd bekendgemaakt dat Lepoint een contract tekende voor anderhalf seizoen bij Excel Moeskroen. Hij debuteerde op 23 januari 2021 in de uitwedstrijd tegen Sint-Truidense VV, Lepoint speelde meteen de volle 90 minuten centraal op het middenveld. Moeskroen wist deze wedstrijd uiteindelijk ook met 0-2 te winnen en zo een belangrijke driepunter te pakken in de strijd tegen het behoud.

### RFC Seraing
Na het faillissement van Excel Moeskroen stond Lepoint dicht bij zijn ex-club KAA Gent, dat een ervaren speler zocht voor het beloftenelftal van de club dat in het seizoen 2022/23 zou instromen in Eerste nationale. Uiteindelijk kreeg Lepoint van RFC Seraing nog de kans om opnieuw in de Jupiler Pro League te voetballen. Met zijn 38 jaar was hij in het seizoen 2022/23 de oudste veldspeler in Eerste klasse. Lepoint degradeerde in zijn debuutseizoen met Seraing naar Eerste klasse B, waar hij nog een seizoen meedraaide in Eerste klasse B. 
Op 10 april 2024 werd aangekondigd dat Lepoint, die vier dagen eerder nog voor het halfuur geblesseerd was afgevoerd tijdens de competitiewedstrijd tussen Lommel SK en Seraing, een punt zette achter zijn spelerscarrière.

## Trainerscarrière

### KV Kortrijk
Na zijn spelersafscheid ging Lepoint aan de slag als beloftentrainer bij zijn ex-club KV Kortrijk. In juni 2025 maakte hij de overstap naar het eerste elftal van KV Kortrijk, waar hij een van de assistenten werd van hoofdtrainer Michiel Jonckheere.

## Clubstatistieken
| Seizoen         | Club                | Competitie         | Competitie | Competitie | Beker | Beker | Internationaal | Internationaal | Totaal | Totaal |
| Seizoen         | Club                | Competitie         | Wed.       | Dlp.       | Wed.  | Dlp.  | Wed.           | Dlp.           | Wed.   | Dlp.   |
| --------------- | ------------------- | ------------------ | ---------- | ---------- | ----- | ----- | -------------- | -------------- | ------ | ------ |
| 2002/03         | TSV 1860 München    | Bundesliga         | 1          | 0          | 0     | 0     | —              | —              | 1      | 0      |
| 2003/04         | TSV 1860 München    | 2. Bundesliga      | 11         | 0          | 0     | 0     | —              | —              | 11     | 0      |
| 2003/04         | Willem II           | Eredivisie         | 10         | 0          | 1     | 0     | —              | —              | 11     | 0      |
| 2005/06         | Gençlerbirligi      | Süper Lig          | 4          | 0          | 0     | 0     | —              | —              | 4      | 0      |
| 2006/07         | AFC Tubize          | Tweede klasse      | 6          | 0          | 0     | 0     | —              | —              | 6      | 0      |
| 2007/08         | AFC Tubize          | Tweede klasse      | 33         | 3          | 0     | 0     | —              | —              | 33     | 3      |
| 2008/09         | Excelsior Moeskroen | Jupiler Pro League | 29         | 5          | 2     | 1     | —              | —              | 31     | 6      |
| 2009/10         | AA Gent             | Jupiler Pro League | 34         | 6          | 6     | 0     | 4              | 0              | 44     | 6      |
| 2010/11         | AA Gent             | Jupiler Pro League | 10         | 2          | 1     | 0     | 4              | 0              | 15     | 2      |
| 2011/12         | AA Gent             | Jupiler Pro League | 0          | 0          | 0     | 0     | —              | —              | 0      | 0      |
| 2012/13         | → Waasland-Beveren  | Jupiler Pro League | 16         | 5          | 2     | 0     | —              | —              | 18     | 5      |
| 2012/13         | AA Gent             | Jupiler Pro League | 12         | 1          | 1     | 0     | —              | —              | 13     | 1      |
| 2013/14         | AA Gent             | Jupiler Pro League | 29         | 2          | 6     | 1     | —              | —              | 35     | 3      |
| 2014/15         | AA Gent             | Jupiler Pro League | 17         | 0          | 3     | 4     | —              | —              | 20     | 4      |
| 2014/15         | Charlton Athletic   | Championship       | 6          | 0          | 0     | 0     | —              | —              | 6      | 0      |
| 2015/16         | Zulte Waregem       | Jupiler Pro League | 37         | 10         | 2     | 0     | —              | —              | 39     | 10     |
| 2016/17         | Zulte Waregem       | Jupiler Pro League | 36         | 2          | 4     | 0     | —              | —              | 40     | 2      |
| 2017/18         | KV Kortrijk         | Jupiler Pro League | 23         | 1          | 1     | 0     | —              | —              | 24     | 1      |
| 2018/19         | KV Kortrijk         | Jupiler Pro League | 33         | 3          | 0     | 0     | —              | —              | 33     | 3      |
| 2019/20         | KV Kortrijk         | Jupiler Pro League | 21         | 1          | 4     | 0     | —              | —              | 25     | 1      |
| 2020/21         | KV Kortrijk         | Jupiler Pro League | 7          | 0          | 0     | 0     | —              | —              | 7      | 0      |
| 2020/21         | Excel Moeskroen     | Jupiler Pro League | 11         | 1          | 1     | 0     | —              | —              | 12     | 1      |
| 2021/22         | Excel Moeskroen     | Eerste klasse B    | 25         | 2          | 2     | 0     | —              | —              | 27     | 2      |
| 2022/23         | RFC Seraing         | Jupiler Pro League | 25         | 2          | 0     | 0     | —              | —              | 25     | 2      |
| 2023/24         | RFC Seraing         | Eerste klasse B    | 1          | 0          | 0     | 0     | —              | —              | 1      | 0      |
| Carrière totaal | Carrière totaal     | Carrière totaal    | 437        | 46         | 36    | 6     | 8              | 0              | 481    | 52     |

## Interlandcarrière
In mei 2010 werd Christophe Lepoint voor het eerst opgeroepen door kersvers bondscoach Georges Leekens voor het Belgisch voetbalelftal. Ook Christian Benteke, Laurent Ciman, Kevin De Bruyne en Jonathan Legear waren er voor het eerst bij. Op 19 mei 2010 debuteerde Lepoint in een oefeninterland tegen Bulgarije. Na 45 minuten kwam hij in het veld voor Mousa Dembélé. In minuut 89 scoorde hij zijn eerste doelpunt voor de nationale ploeg. De wedstrijd eindigde op 2-1. In zijn tweede interland, tegen Finland, raakte hij ernstig geblesseerd aan de knie.
Lepoint is tevens een voormalig speler van België –21.

### Interlands
| Interlands van Christophe Lepoint | Interlands van Christophe Lepoint | Interlands van Christophe Lepoint | Interlands van Christophe Lepoint | Interlands van Christophe Lepoint | Interlands van Christophe Lepoint |
| Nr.                               | Datum                             | Wedstrijd                         | Uitslag                           | Soort Wedstrijd                   | Goals                             |
| Als speler van KAA Gent           | Als speler van KAA Gent           | Als speler van KAA Gent           | Als speler van KAA Gent           | Als speler van KAA Gent           | Als speler van KAA Gent           |
| --------------------------------- | --------------------------------- | --------------------------------- | --------------------------------- | --------------------------------- | --------------------------------- |
| 1.                                | 19 mei 2010                       | België - Bulgarije                | 2-1                               | Vriendschappelijk                 | 89'                               |
| 2.                                | 11 augustus 2010                  | Finland - België                  | 1-0                               | Vriendschappelijk                 | -                                 |
| Totaal                            | Totaal                            | Totaal                            | Totaal                            | Totaal                            | 1                                 |

Bijgewerkt t/m 11 augustus 2010